# 교황 우르바노 7세
교황 우르바노 7세(라틴어: Urbanus PP. VII, 이탈리아어: Papa Urbano VII)는 제228대 교황(재위: 1590년 9월 15일 - 1590년 9월 27일)이다. 본명은 조반니 바티스타 카스타냐(이탈리아어: Giovanni Battista Castagna)이다.

## 교황 선출 이전
1521년 8월 4일 로마에서 귀족인 코시모 카스타냐와 코스탄차 리치 자오바치의 아들로 태어났지만, 원래는 제노바 혈통으로 어머니 계통으로 리치와 야코바치 가문으로 거슬러 올라간다. 그는 이탈리아 전역의 대학에서 공부했으며, 볼로냐 대학교에서는 학업을 마친 후 시민법과 교회법 박사 학위를 받았다. 변호사가 된 그는 교황 율리오 3세 시대에 로마 교황청에 들어가 교황청 대심원의 참조인으로 근무하였다. 1553년 3월 1일 로산노의 새 대주교로 임명된 그는 1553년 3월 30일 로마에서 부제 서품에 이어 사제 서품을 전격적으로 받았다. 그리고 한달 후인 4월 4일 주교 서품을 받았다.
1555년부터 15559년까지 그는 파노의 총독을 지내다가 1559년부터 1560년까지는 페루자와 움브리아의 총독을 지냈다. 조반니 바티스타 카스타냐는 1562년부터 1563년까지 트리엔트 공의회의 여러 회기 의장을 맡아 능력을 인정받았다. 그는 1565년 스페인 주재 교황 대사로 임명되어 1572년까지 봉직하다가 1년 후에 대교구장직을 사임했다. 또한 그는 1576년부터 1577년까지 볼로냐 총독을 지냈다. 뿐만 아니라 1573년부터 1577년까지는 베네치아 주재 교황 대사를 지냈으며, 1578년부터 1580년까지는 플랑드르와 쾰른에 교황 사절로 파견되었다.
1583년 12월 12일 교황 그레고리오 13세는 그를 산 마르첼로 알 코르소 성당의 사제급 추기경에 서임하였다.

## 교황
1590년 9월 15일 교황 식스토 5세가 선종하자 후임자를 선출하기 위해 콘클라베가 소집되었다. 1590년 9월 15일 조반니 바티스카 카스타냐가 새 교황으로 선출되었는데, 그가 교황으로 선출된 배경에는 스페인 추기경들의 지지가 있었기 때문인 것으로 파악되고 있다. 그는 교황으로서의 이름을 우르바노 7세로 명명하였다.
우르바노 7세는 최초로 공공장소에서의 흡연을 금지한 것으로 알려져 있다. 그가 성당으로 들어가는 입구나 성당 안에서 흡연 행위를 하는 자는 파문을 받아 마땅하다고 말하자 성당 뿐만 아니라 모든 공공시설에서 흡연이 사실상 금지되어 금연 장소가 되었다.
우르바노 7세는 가난한 사람들에 대한 자선 활동으로 알려져 있다. 그는 로마의 제빵사들에게 보조금을 지급해 빵을 만드는데 비용에 대한 부담을 줄여주었으며, 교황청 관료들의 사치를 제한했다. 또한 그는 교황령 전역에 걸쳐 공공사업계획을 지원했다. 족벌주의를 강하게 반대했던 그는 교황청에서의 친족 등용을 금지하였다.
우르바노 7세는 식스토 5세와 비교하여 성품이 온순하였지만 재위 12일 만에 말라리아에 걸려 선종하였다. 그의 시신은 바티칸에 안장되었으며, 추도 연설은 폼페오 우고니오가 맡았다. 교황의 시신은 나중에 1606년 9월 21일 산타 마리아 소프라 미네르바 성당으로 이장되었다.
그가 유산으로 남긴 재산은 3만 스쿠디로, 이 돈은 가난한 처자들의 결혼 지참금으로 사용되었다.

## 같이 보기
- 교황 목록